# Formula di Mariotte
La formula di Mariotte, anche nota come formula di Barlow, è un'equazione semplificata utilizzata nel dimensionamento di contenitori e tubi cilindrici a parete sottile soggetti a pressione interna.
È stata sviluppata a partire dalle considerazioni di Edme Mariotte contenute nel Traité du mouvement des eaux et autres corps fluides del 1686 e di Peter Barlow contenute in A Treatise on the Strength of Timber, Cast Iron, Malleable Iron and Other Materials del 1837, approfondite da John Goodman nel 1862 in Mechanics applied to engineering.
È derivata dalla teoria delle membrane applicata nel caso delle pareti cilindriche.

## Formula
Nella formula di Mariotte si trascura l'effetto della tensione radiale e, al posto di quello massimo, si utilizza il valore medio della tensione circonferenziale agente nello spessore del cilindro, il che è ragionevole se la differenza tra la tensione circonferenziale media e quella massima è inferiore al 5%.
La formula esprime la tensione media circonferenziale {\displaystyle \sigma _{\theta }}:
{\displaystyle \sigma _{\theta }={\frac {D\cdot p_{i}}{2\cdot s}}}
dove:
- {\displaystyle D} è il diametro del tubo;
- {\displaystyle p_{i}} è la pressione interna;
- {\displaystyle s} è lo spessore della parete del tubo.

È noto che questa teoria può essere applicata solo per:
- oggetti con spessore ridotto;
- oggetti con geometria assialsimmetrica;
- oggetti sottoposti a carichi assialsimmetrici.

Inoltre, è nota la forma dei recipienti in pressione:
- pareti cilindriche;
- fondi semisferici.

Da considerazioni fisiche si deduce che la parte più sollecitata del contenitore sono le pareti cilindriche.